# 蜜蜂法螺
蜜蜂法螺（学名：Monoplex vespaceum）是嵌線螺科的一种。舊屬梭法螺属，今屬毛法螺屬（Monoplex）。

## 型態描述
如同其他同屬毛法螺屬的物種，本物種「贝壳长，呈纺锤形」，但本物種「贝壳灰色，纵肋不发达」。

## 分佈
主要分布于越南、印度尼西亚、台湾 ，常栖息在浅海岩礁。